# Berberentulus
Berberentulus es un género de Protura en la familia Acerentomidae.

## Especies
- Berberentulus berberus (Condé, 1948)
- Berberentulus buchi Tuxen & Imadaté, 1975
- Berberentulus capensis (Womersley, 1931)
- Berberentulus huetheri Nosek, 1973
- Berberentulus huisunensis Chao & Chen, 1999
- Berberentulus neipuensis Chao & Chen, 1999
- Berberentulus nelsoni Tuxen, 1976
- Berberentulus polonicus Szeptycki, 1968
- Berberentulus rennelensis Tuxen & Imadaté, 1975
- Berberentulus tannae Tuxen, 1977
- Berberentulus travassosi (Silvestri, 1938)